# تقويم القرنية
نحت القرنية (بالإنجليزية: Keratomileusis)‏ (مشتقة من النظير اليوناني κέρας (قرن) وσμίλευσις (تقويم أو نحت))، أو تقويم القرنية أو تصحيح تحدب القرنية هي عملية جراحية تتم لتحسين حالة الانكسار للقرنية عن طريق إعادة التشكيل جراحيا. تعد هذه العملية أشهر أنواع الجراحة الانكسارية. تم تطوير أول تقنية قابلة للاستخدام من قبل خوسيه إجناسيو باراكير، المعروف باسم «أبو جراحة الانكسار الحديثة».
يتم تنفيذ الإجراء الأكثر شيوعًا، الليزك، عن طريق رفع السطح الأمامي للعين من خلال تشكيل سديلة مفصلية رقيقة يتم تحتها تغيير شكل القرنية باستخدام ليزر إكسيمر أو جهاز جراحي آخر. عادة ما يتم استخدام مِبْضَع القرنِية المِجْهَرِي لخفض السديلة، ولكن يمكن أيضا استخدام ليزر الفمتو ثانية لعمل السديلة. 
يُعتبر الليزك الإجراء الوحيد الشائع حاليًا في حالات تقويم القرنية.